# 绍代拉克
绍代拉克（法語：Chaudeyrac，法語發音：[ʃodeʁak]）是法国洛泽尔省的一个市镇，属于芒德区。

## 地理
绍代拉克（44°39'34"N, 3°45'23"E）面积44.1 平方千米，位于法国奧克西塔尼大區洛泽尔省，该省份为法国南部内陆省份，北起上盧瓦爾省和康塔爾省，西接阿韦龙省，南至加尔省，东临阿尔代什省。
与绍代拉克接壤的市镇（或旧市镇、城区）包括：皮埃尔菲什、罗克勒、谢拉尔莱韦克、圣弗雷扎勒-达尔比日、蒙贝勒、朗东新堡。

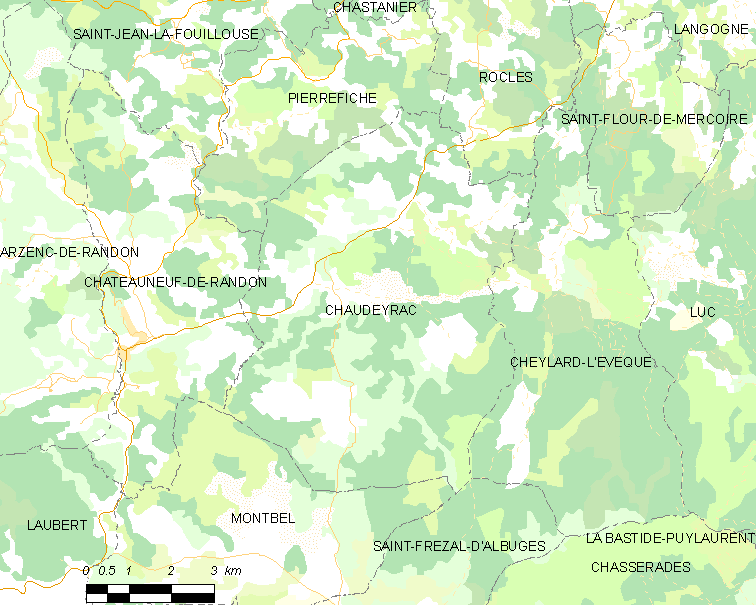
绍代拉克的OSM定位图

绍代拉克的时区为UTC+01:00、UTC+02:00（夏令时）。

## 行政
绍代拉克的邮政编码为48170，INSEE市镇编码为48045。

## 政治
绍代拉克所属的省级选区为格朗里约县。

## 人口

1962-2008年间绍代拉克人口变化图示

绍代拉克于2022年1月1日时的人口数量为288人。